# Sena (djur)
Sena är ett släkte av fjärilar. Sena ingår i familjen ädelspinnare.

## Dottertaxa tillSena, i alfabetisk ordning[1]
- Sena breyeri
- Sena cardinalli
- Sena cuneata
- Sena donaldsoni
- Sena exocyrta
- Sena hilgerti
- Sena interjecta
- Sena intermedia
- Sena levenna
- Sena lucasi
- Sena marginata
- Sena marshalli
- Sena mendax
- Sena micromacula
- Sena nazmii
- Sena oberthueri
- Sena parva
- Sena plusioides
- Sena poecila
- Sena prompta
- Sena proxima
- Sena punctulata
- Sena quirimbo
- Sena rectistriga
- Sena rougeoti
- Sena rufotincta
- Sena scotti
- Sena sikarama
- Sena strigifascia
- Sena virgo